# Woten

Flagge

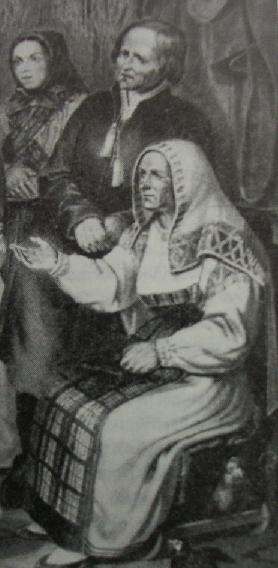
Woten in Nationaltracht

Die Woten (Eigenbezeichnungen: vadjalain, vadjakko; russische Bezeichnung: Vodj, водь) sind ein sehr kleines, den Esten verwandtes ostseefinnisches Volk, dessen Kerngruppe im äußersten Westen des Leningrader Gebietes in der Russischen Föderation lebt. Die verbliebenen 73 Angehörigen (2010) der wotischen Volksgruppe werden als direkte Nachfahren der mittelalterlichen Bevölkerung gleichen Namens betrachtet. Gegenwärtig sind Bemühungen für den Erhalt der nahezu ausgestorbenen wotischen Sprache im Gange. Die traditionelle Religion der Woten war das orthodoxe Christentum.

## Die ältere Geschichte der Woten
Archäologische und sprachwissenschaftliche Forschungen lassen den Schluss zu, dass die Vorfahren der Woten etwa zwischen dem 1. und 4. Jahrhundert aus dem ostseefinnischen Siedlungsgebiet in Estland über den Fluss Narva kommend, nach Osten in die küstennahen Gebiete der historischen Landschaft Ingermanland einwanderten. Die Nestorchronik aus dem 12. Jahrhundert erwähnt die Vertreibung und spätere „Berufung der Waräger“ durch slawische und finnische Stämme des nördlichen Osteuropa, die 862 stattgefunden haben soll. Die Woten werden in dieser historisch keineswegs exakten Quelle nicht genannt. Vielmehr ist in den verschiedenen Versionen des Geschichtswerkes von den Tschuden die Rede – ein Sammelbegriff für verschiedene ostseefinnische Völker, der die Vorfahren der Woten eingeschlossen haben könnte. Das ostslawische historische Ethnonym „Vodj“ (водь, Vod', Woten) wird erstmals in einem Nowgoroder Verwaltungstext aus der Zeit Jaroslaw des Weisen (Mitte des 11. Jahrhunderts) und im Bezug auf das Jahr 1069 im Zusammenhang mit militärischen Auseinandersetzungen zwischen Nowgorod und dem Polozker Fürsten Vseslav erwähnt. Aus derselben Zeit stammt auch der Name Narova-Tschuden (nach dem Fluss Narva), der sich vermutlich ebenfalls auf die Woten bezieht.
Für das Jahr 1149 nehmen Historiker die erstmalige, aber noch nicht endgültige Einbeziehung der Woten in das Herrschaftsgebiet des Nowgoroder Staates an. Die Integration des so genannten Wotischen Fünftels (Vodskaja Pjatina) als Verwaltungsbezirk in die Republik Nowgorod scheint jedoch im 13. Jahrhundert ihren Abschluss gefunden zu haben. Auch von einer nominellen (orthodoxen) Christianisierung der Woten zu diesem Zeitpunkt ist auszugehen. Allerdings beklagen die Nowgoroder Bischöfe noch im 16. Jahrhundert das vermeintliche Heidentum der Woten. Die 1255 entsandte katholische Mission zu den ›pagani Watlandiae‹ (Watland-Heiden) war nicht erfolgreich. Im gesamten Mittelalter waren die Woten als Grenzbewohner von zahlreichen (mindestens 37) schweren kriegerischen Auseinandersetzungen zwischen der Republik Nowgorod, den im Baltikum expandierenden Ritterorden (Schwertbrüderorden, Deutscher Orden) und Schweden betroffen.

## Watland
In westlichen mittelalterlichen und frühneuzeitlichen Quellen findet in unterschiedlicher Schreibung das nach den Woten benannte Watland Erwähnung. Es kommen auch Formen wie Vatland, Watlandia (mittelalterliche lateinische Texte), Wattlande oder sogar Waadtland (nicht zu verwechseln mit dem Schweizer Kanton) vor. Dieses Gebiet fiel 1478 zusammen mit der gesamten Nowgoroder Republik an das Großfürstentum Moskau und 1617 in Loslösung vom Moskauer Zarenreich an Schweden. Während der schwedischen Herrschaft setzte sich der Name Ingermanland für ein über das eigentliche Watland hinausgehendes größeres Gebiet östlich der Narva bis zum Ladogasee und auch für den Süden der Karelischen Landenge durch. Seit 1702 war „Land der Woten“ Teil des Russischen Kaiserreichs.
Die Wotenforscherin O.I. Kon'kova verweist darauf, dass auch im Mittelalter keineswegs nur die namensgebende wotischsprachige Bevölkerung auf diesem Gebiet siedelte. Um diese von den anderen Einwohnern des Wotischen Fünftels bzw. der Wotischen Erde (Votskaja Zemlja) abzuheben, verwendete die Nowgoroder und die Moskauer Verwaltung wiederum den vieldeutigen Begriff Tchud' (Tschuden). Heute wird Begriff „Watland“ (Vatland, Vatljandia; Russisch: ватланд, ватляндия) von der wotischen Kulturbewegung aufgegriffen um die engere territoriale Heimat der Woten oder auch wotische Ressourcen im Internet zu bezeichnen.

## Die Woten in der jüngeren Geschichte und in der Gegenwart

### Bevölkerungsrückgang und sowjetische Periode
Nach 1917 lagen die Siedlungsgebiete der Woten auf sowjetrussischem Gebiet. Sie erhielten im Gegensatz zu vielen anderen ethnischen Minderheiten in den 1920er Jahren keine Autonomie und anders als ihre „Nachbarn“, die sprachlich verwandten Ischoren keine Unterstützung bei der Entwicklung eines eigenen Schulwesens und einer eigenen Schriftsprache. Eine Ursache dafür war offenbar der fortschreitende Verlust der Wotischen Sprache.
Auch die Zahl der Woten war stark zurückgegangen. 1848 wurden 1548 gezählt, 1926 waren es noch 705. 1937 wurde im Zuge stalinistischer Politik das Volk der Woten bei der Volkszählung nicht mehr berücksichtigt.
In Zusammenhang mit dem Zweiten Weltkrieg erfuhren die Woten ein schweres Schicksal. Am Ende der Besetzung ihres Siedlungsgebietes durch deutsche Truppen wurden 1943 etwa 800 Woten nach Finnland evakuiert. Der Friedensschluss Finnlands mit der Sowjetunion 1944 ermöglichte zwar ihre Rückkehr, aber sie wurden verstreut außerhalb ihres historischen Siedlungsgebietes zwangsangesiedelt und konnten erst während der Entstalinisierung 1956 in ihre Heimat zurückkehren.

### Nach dem Ende der Sowjetunion
Nach dem Ende der Sowjetunion wurde 1996 die „Gesellschaft der Ischoren und Woten“ gegründet, die 2000 in ein „Zentrum der Indigenen Völker“ (des Petersburger Landes) umgewandelt wurde. Vom Zentrum wurde das so genannte „Wotische Projekt“, die jetzige „Wotische Kulturgesellschaft“ etabliert, die der kulturellen Entwicklung, Bildung, Information und Sprachpflege dient. Allerdings gelang es erst 2008 die Anerkennung der Woten als „indigenes Volk mit geringer Bevölkerungszahl“ durch die Regierung der Russischen Föderation zu erreichen. Nunmehr hat die kleine Gemeinschaft der Woten das formelle Recht auf besondere Förderung.

## Krieviņi – die Woten Südlettlands
Zwischen 1440 und 1450 wurden im Zuge militärischer Auseinandersetzungen mit Nowgorod etwa 3000 Woten und Ischoren vom Deutschen Orden in das heutige Lettland zwangsumgesiedelt. Dort bildeten sie unter der Bezeichnung krieviņi / Krewinen (Lettisch wörtlich: „Russen“) eine eigene ethnische Gemeinschaft. Das Krewinische, ein Dialekt der wotischen Sprache, war in der Gegend um Bauska noch bis zum Beginn des 19. Jahrhunderts in Gebrauch.